# Salvatore Todaro

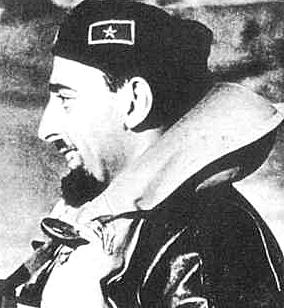
Salvatore Todaro

Salvatore Bruno Tódaro (* 16. September 1908 in Messina; † 13. Dezember 1942 bei La Galite, Tunesien) war ein italienischer Marineoffizier, der sich im Zweiten Weltkrieg als U-Boot-Kommandant und bei der 10ª Flottiglia MAS auszeichnen konnte. Besondere Bekanntheit erlangte er durch die Rettung von Schiffbrüchigen, nachdem er zuvor deren Schiffe versenkt hatte. 

## Werdegang
Todaro war der Sohn eines Heeresunteroffiziers, der lange in Chioggia bei Venedig stationiert war, wo Salvatore aufwuchs. Bereits im Alter von 15 Jahren wurde er in die Marineakademie in Livorno aufgenommen, die er 1928 im Rang eines Guardiamarina abschloss. Er diente zunächst auf verschiedenen Kriegsschiffen der Regia Marina, unter anderem im Roten Meer für die italienische Kolonialflotte. 1931 ließ er sich in Tarent zum Beobachter bei den Marinefliegern ausbilden und wurde anschließend der 187. Flieger-Staffel in Elmas auf Sardinien unterstellt. Nach einem Flugunfall erlitt Todaro so schwere Verletzungen, dass er fluguntauglich blieb und seine Laufbahn auf See fortsetzen musste. Nach seiner Beförderung zum Kapitänleutnant 1933 wurde er drei Jahre später zur U-Boot-Waffe versetzt. Von 1936 bis 1937 diente er unter anderem während der Italienischen Intervention in Spanien im Spanischen Bürgerkrieg als stellvertretender Kommandant zunächst auf der Marcantonio Colonna und anschließend auf der Des Geneys. 1937 übernahm er das Kommando über die H 4. Bis zur Kriegserklärung Italiens an Frankreich und Großbritannien war er noch Kommandant auf der Macallè und der Jalea. Im April 1940 wurde er zum Korvettenkapitän befördert.

### Zweiter Weltkrieg
Nach dem italienischen Kriegseintritt in den Zweiten Weltkrieg am 10. Juni 1940 kommandierte er zunächst das U-Boot Luciana Manara, mit dem er drei Feindfahrten im Mittelmeer unternahm. Im September 1940 übernahm er das Kommando auf dem Langstreckenboot Commandante Cappellini der Marcello-Klasse, das für die BETASOM-Mission in Bordeaux unter dem Oberbefehl von Karl Dönitz abgestellt war.
Am 15. Oktober 1940 versenkte er im Atlantik das belgische Handelsschiff Kabalo, das unter britischer Flagge fuhr. 26 schiffbrüchige Besatzungsmitglieder schleppte er in ihrem Rettungsboot in Richtung Azoren, was einige Tage in Anspruch nahm, während derer er eventuellen Luftangriffen weitgehend schutzlos ausgeliefert war. Nach wiederholten Problemen mit Leinenbrüchen nahm er die Schiffbrüchigen an Bord und brachte sie schließlich an Land. Wenige Tage danach berichteten etliche europäische Zeitungen von dem Vorfall, Todaro erhielt dem Beinamen „Gentleman-Korsar“, weil er gleichermaßen als militärischer Draufgänger wie als besorgter Lebensretter agierte. Einen Monat später versenkte Todaro das britische Handelsschiff Shakespear, nahm erneut die schiffbrüchige Besatzung auf und brachte sie an Land, diesmal auf die Kapverden. Für seine Rettungsaktionen wurde Todaro offiziell von seinen Vorgesetzten gerügt. Als man ihn darauf aufmerksam machte, dass ein deutscher U-Boot-Kommandant niemals das Schicksal von Schiffbrüchigen über den reibungslosen Ablauf einer Mission stellen würde, soll Todaro lapidar geantwortet haben: „Die anderen haben nicht wie ich zweitausend Jahre Zivilisation auf ihren Schultern“.
Ende 1941 wurde sein Boot bei einem Kampf mit dem britischen Hilfskreuzer Eumaeus schwer beschädigt, etliche Besatzungsmitglieder fielen. Todaro versenkte das britische Schiff mit der Bordkanone, wurde danach aber tagelang von britischen Kriegsschiffen verfolgt und entkam nur, weil er sein Boot auf den Meeresgrund legte. Nur mit Glück kehrte er nach Bordeaux zurück und beendete danach seine U-Bootkarriere. Als U-Boot-Kommandant konnte er drei feindliche Handelsschiffe mit insgesamt 17.687 BRT versenken. Dafür wurde er mit zwei Tapferkeitsmedaillen in Silber, einer in Bronze sowie dem Eisernen Kreuz II. Klasse ausgezeichnet. Des Weiteren wurde er dreimal namentlich im italienischen Kriegstagebuch erwähnt.
Todaro agierte bei seinen U-Boot-Unternehmungen insofern unorthodox, als er weniger mit Torpedos als mit seiner Bordkanone arbeitete. Alle von ihm durchgeführten Angriffe auf alliierte Schiffe endeten mit Artillerieduellen. Einigen Quellen zufolge würdigte Admiral Karl Dönitz, der Befehlshaber der deutschen U-Boote, Todaros Tapferkeit, nannte ihn jedoch andererseits wegen seiner selbstgefährdenden Rettungsaktionen für feindliche Seeleute einen „Don Quijote des Meeres“. Als Todaro später von der Bombardierung der Rettungsaktion für die Laconia-Überlebenden (an der wiederum sein früheres Boot Cappellini beteiligt war, diesmal unter Korvettenkapitän Marco Revedin) durch amerikanische Luftstreitkräfte erfuhr, zeigte er sich tief erschüttert. 
Im November 1941 übernahm  Todaro, der sich laut Admiral Dönitz’ Urteil sowieso am ehesten als Führer eines Kanonenbootes eignete, das Kommando über die Überwasserfahrzeuge der 10ª Flottiglia MAS, die mit kleinen Torpedobooten („MAS“) im Schwarzen Meer operierte. Hierbei zeichnete er sich insbesondere bei der Schlacht um Sewastopol aus. Für seinen Einsatz am Schwarzen Meer erhielt er eine weitere Tapferkeitsmedaille in Silber sowie das Eiserne Kreuz I.Klasse. Ende September 1942 kehrte er nach Italien zurück und übernahm anschließend das Kommando über die vor Tunesien gegen anglo-amerikanische Verbände (Operation Torch) operierten Kleinkampfmittel der italienischen Marine. Nach der Rückkehr von einem Einsatz fiel er einem englischen Tieffliegerangriff zum Opfer. Posthum wurde er mit der Tapferkeitsmedaille in Gold ausgezeichnet.
Nach dem Zweiten Weltkrieg benannte die italienische Marine eine Korvette (1966–1994) und das U-Boot Salvatore Todaro (2004) nach ihm. Am Eingangstor des Marinestützpunktes Messina wurde ihm ein Denkmal errichtet.

## Auszeichnungen
- Tapferkeitsmedaille in Gold (posthum)
- Tapferkeitsmedaille in Silber (dreimal)
- Tapferkeitsmedaille in Bronze (zweimal)
- Eisernes Kreuz I. Klasse
- Eisernes Kreuz II. Klasse

## Persönliches
Todaro war vielseitig interessiert. Unter anderem beschäftigte sich in seiner Freizeit mit der Psychologie Freuds, vor allem aber mit der C.G. Jungs. Er las Bücher über Philosophie, Parapsychologie und magische Praktiken. Todaro wurde Hellsichtigkeit nachgesagt; nach Aussagen zahlreicher Zeugen konnte er die Ausgänge seiner Unternehmungen vorhersagen. Dies brachte ihm den Spitznamen „Mago Bakù“ („Bakù der Magier“) ein.
Todaro war verheiratet und hatte zwei Kinder.

## Film
- 2023: Der Kommandant – Entscheidung im Atlantik (Comandante) von Edoardo De Angelis, mit Pierfrancesco Favino als Salvatore Todaro